# Gekielde nysius
De gekielde nysius (Nysius helveticus) is een wants uit de onderfamilie Orsillinae en uit de familie bodemwantsen (Lygaeidae).

## Uiterlijk
Het is een bruine wants, die 4,3 – 6 mm lang is. De soorten uit het geslacht Nysius zijn zeer moeilijk uit elkaar te houden. De gekielde nysius is echter goed te herkennen door een bleke kiel, die over het schildje (scutellum) loopt. De antenne is donker.

## Verspreiding en habitat
De soort is komt voor in heel Europa, Siberië, Centraal-Azië en China. Ze komen voor in zowel droge als vochtige gebieden met een zandbodem.

## Leefwijze
De gekielde nysius leeft vooral van op de bodem liggende zaden van struikhei (Calluna vulgaris). Als de zaden in augustus en september aan de struik rijpen kun je de wantsen ook in de struik aantreffen. Andere planten als ganzerik (Potentilla) en planten uit de composietenfamilie (Asteraceae) worden minder vaak bezocht.
De overwintering vindt plaats als ei op de voedselplanten of in de strooisellaag daaronder. Bij hoge temperaturen kunnen ook de nimfen overwinteren. Er zijn twee generaties.